# 月球之巅

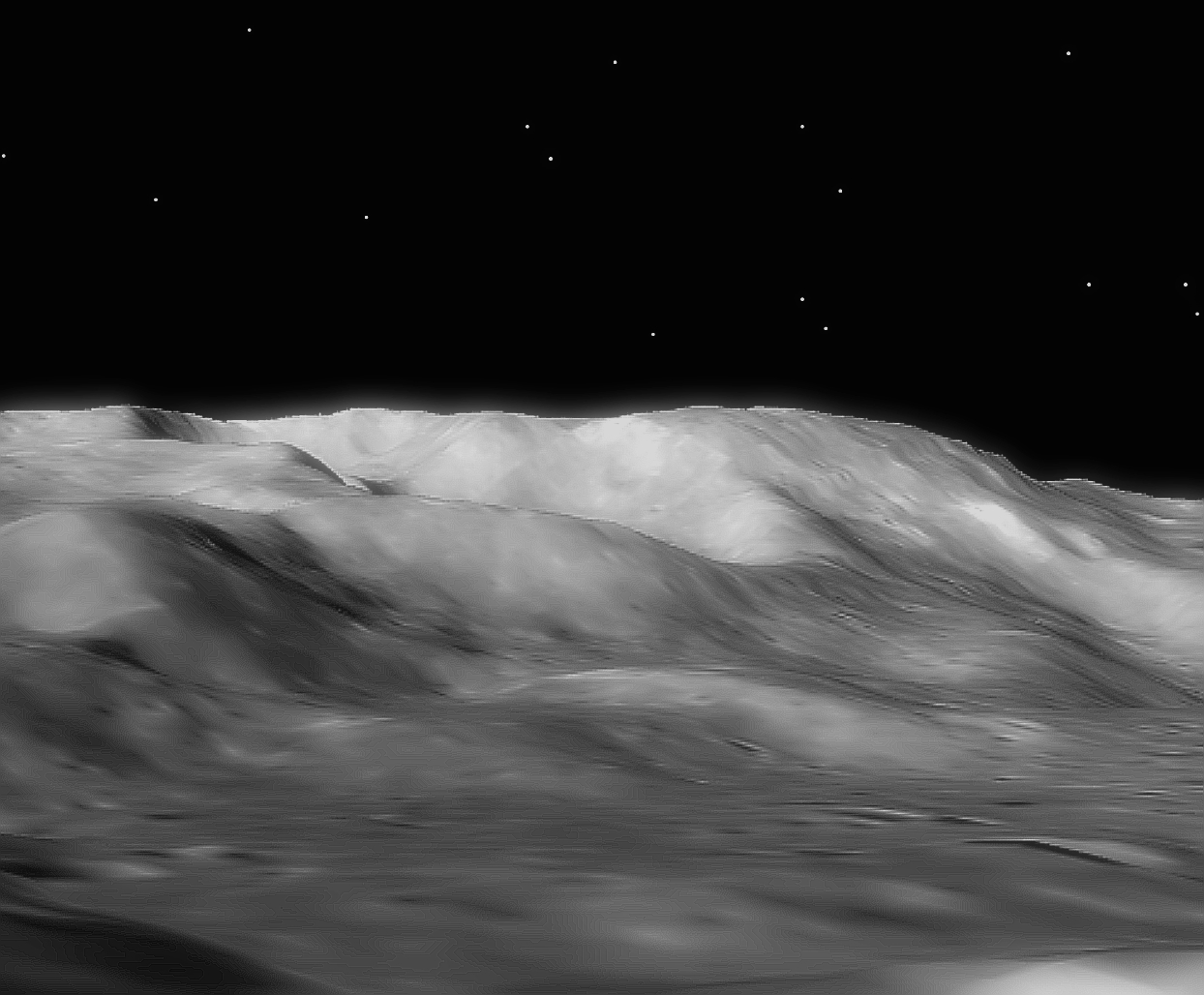
月球巅峰的艺术想像图，朝向恩格尔伽特撞击坑。

“月球巅峰”是指月球上的“最高点”，理论上类似于地球上的珠穆朗玛峰。 
位于月球表面以上约10786米处，比地球的最高点-珠穆朗玛峰还高出近百分之二十。该巅峰位于恩格尔伽特陨石坑东北边缘。尽管测量方法有所不同（例如月球上没有海平面），但自从2010年被月球勘测轨道飞行器团队发现后，仍没有在月球表面测量到有高度超过这一区域的地方。
作为月球勘测轨道飞行器探索团队项目负责人的亚利桑那州立大学地球和空间探索学院马克 S.鲁滨逊教授对此进行了广泛的论证。该巅峰的月面坐标近似为北纬5.4125°、西经158.6335°(5°24′45″N 158°38′01″W / 5.4125°N 158.6335°W)。
该巅峰位于远离地球的月球背面。